# Kornett
För andra betydelser, se Kornett (olika betydelser).
| I denna artikel     |
| används tonnamnen   |
| B♭ och H.           |
| Se olika skrivsätt. |

Kornett av J.V.Wahl, Scenkonstmuseet (F115).

Kornett är ett bleckblåsinstrument som påminner mycket om trumpeten. Det finns ingen enkelt definierad skillnad, men  munstycket på en kornett har en något mindre fattning än på en trumpet och blåsgången är konisk i stället för cylindrisk under en större del av sin längd. Klangen är något mjukare samtidigt som den har stor teknisk lättrörlighet. Kornetten uppfanns på 1800-talet och används främst i brassband men även inom jazz- och militärmusik. Kornetten var särskilt vanlig i den tidiga jazzen på 1910- och 1920-talen; många musiker som senare gjorde sig kända som trumpetare började sina banor som kornettister, däribland Louis Armstrong och Red Nichols.
En kornett är vanligtvis stämd i Bess, men det finns också kornetter som är stämda i C och Ess. En kornett stämd i Ess kallas ess-kornett eller soprankornett och är vanlig i brassband.

## Kända kornettister
- Louis Armstrong
- Bix Beiderbecke
- Shaye Cohn
- Lars Färnlöf
- Bobby Hackett
- Thad Jones
- Freddie Keppard
- Nick LaRocca
- Philip McCann
- King Oliver
- Muggsy Spanier
- Rex Stewart
- Jules Levy
- Edwin Franko Goldman
- Wäinö Kauppi
- Sam Rydberg